# Мухаммад ибн Абдаллах Аль Рашид
Мухаммад I ибн Абдаллах Аль Рашид (? — 1897) — пятый эмир Джебель-Шаммара в Аравии (1872—1897), третий сын первого эмира и основателя эмирата Джебель-Шаммара Абдаллаха ибн Али Аль Рашида (1835—1847).

## Биография
Мухаммад ибн Абдаллах выступил против своего племянника Бандара ибн Талала в 1872 году и захватил престол. Несмотря на то, что Бандар назначил Мухаммада на прибыльную и почётную должность главы каравана паломников, Мухаммад всё равно убил его. Опасаясь кровной мести, он убил четверых из пяти братьев Бандара. Правление Мухаммада стало периодом расцвета Джебель-Шаммара.
К началу правления Мухаммада территория эмирата не выходила за пределы собственно Джебель-Шаммара и окрестных оазисов — Хайбары, Таймы и Джауфа. Правитель Джебель-Шаммара носил титул эмира или «шейха шейхов», то есть был главой объединения шаммарских племён. Рашидиды обычно правили через родственников и личных слуг, но Мухаммад, водрузивший трон на чужих костях, больше опирался на дружинников, а также на египетских и турецких наёмников. Дружина эмира составляла около 200 человек, из них 20 самых надёжных составляли его личную охрану. Многие дружинники вышли из абдов (рабов). Из их числа Мухаммад назначал чиновников и высших военачальников.
В 1870-х годах Мухаммед завоевал Эль-Аль и селения в Вади Сирхан. Пользуясь ослаблением Саудидов, он распространил свою власть на Касим. После усобицы середины 1870-х годов от ослабевшего Эр-Рияда стали откалываться одна провинция за другой. Уставшие от неурядиц жители тянулись к сильной власти и переходили под крыло эмира Джебель-Шаммара. В октябре 1887 года риядский эмир Абдаллах ибн Фейсал был пленён собственными племянниками и обратился за помощью к эмиру Хаиля. Мухаммад ибн Абдаллах выступил в поход на Неджд с большим войском. Он освободил эмира Абдаллу и увёз его в Хаиль в качестве почётного пленника, а губернатором Эр-Рияда поставил своего военачальника Салима ас-Субхана.
Осенью 1889 года Мухаммад ибн Абдаллах совершил набег на Хиджаз. По возвращении в Хаиль он обнаружил, что его пленник Абдаллах ибн Фейсал серьёзно болен, и отпустил того в Эр-Рияд вместе с младшим братом Абдуррахманом, который был назначен эмиром. Абдуррахман тут же начал собирать антирашидидскую коалицию. Мухаммад послал гонцов во все края своих владений и собрал большое войско. После нескольких месяцев боевых действий в январе 1891 года ему удалось спровоцировать противников на решающую битву. Во время неё Мухаммад притворился, что отступает, после чего перешёл в резкую контратаку. Союзники Абдуррахмана ибн Фейсала были разгромлены, а сам он, так и не придя к ним на помощь, бежал в пустыню. Мухаммад Аль Рашид на несколько лет укрепился в качестве бесспорного правителя Центральной Аравии. Но ему досталась истощённая, разорённая страна, лишённая выхода к морю. И сельское хозяйство, и скотоводство, и торговля пришли в упадок. От восстания страну удерживало лишь личное влияние Мухаммада.
В 1897 году Мухаммад ибн Абдаллах скончался, не оставив после себя детей. Ему наследовал племянник Абд аль-Азиз (1897—1906), сын Митаба ибн Абдаллаха. Государство Рашидидов быстро развалилось.